# Real (Valência)
Real, até 2009 chamado Real de Montroi (em valenciano) ou Real de Montroy (em castelhano), também conhecido por Rahal, é um município da Espanha na província de Valência, Comunidade Valenciana. Tem 18,3 km² de área e em 2021 tinha 2 250 habitantes (densidade: 123 hab./km²).

## Demografia
| Variação demográfica do município entre 1991 e 2004 | Variação demográfica do município entre 1991 e 2004 | Variação demográfica do município entre 1991 e 2004 | Variação demográfica do município entre 1991 e 2004 |
| --------------------------------------------------- | --------------------------------------------------- | --------------------------------------------------- | --------------------------------------------------- |
| 1991                                                | 1996                                                | 2001                                                | 2004                                                |
| 1828                                                | 1843                                                | 1855                                                | 2031                                                |